# ميركيش بوخهولتس
مركيش بوخهولز (بالألمانية: Märkisch Buchholz) هي مدينة و بلدة ألمانية تقع في ألمانيا في براندنبورغ.[بحاجة لمصدر] يقدر عدد سكانها بـ 810 نسمة .